# Cabrakán
Cabracán, también llamado Cabrakán o Cab racan (del maya quiché: cabracán ‘terremoto’, ‘dos piernas’ o ‘bípedo’‘cabracan, terremoto, sismo, pero puede derivar de: cab, dos; racan, pierna’), era el dios de las montañas y los terremotos en la Mitología maya. Hermano de Zipacná e hijo de Vucub Caquix y Chimalmat. Tuvo seis hijos de los cuales solamente uno sobrevivió: Chalybir. Él y su hermano, Zipacná, a menudo eran considerados demonios. Se decía que Cabrakán, como sus parientes, era muy arrogante y violento.